# Corte speciale per la Sierra Leone
La Corte speciale per la Sierra Leone è un tribunale internazionale creato dalle Nazioni Unite per giudicare i responsabili di crimini di guerra e crimini contro l'umanità commessi nel territorio della Sierra Leone dopo il 30 novembre 1996 durante la guerra civile in Sierra Leone. La corte ha sede a Freetown.

## Storia
Il 12 giugno 2000 il presidente della Sierra Leone Ahmad Tejan Kabbah scrisse una missiva all'allora segretario generale delle Nazioni Unite, Kofi Annan, per chiedergli l'istituzione di un tribunale speciale internazionale per giudicare in modo imparziale i criminali della guerra civile.
Il 14 agosto dello stesso anno il Consiglio di sicurezza, su intercessione dello stesso Annan, stabilì con la risoluzione 1315 l'inizio dei negoziati tra l'ONU e il governo sierraleonese per la costituzione del tribunale.
Il 16 febbraio 2002 l'ONU e il governo firmarono l'accordo che sanciva la costituzione della Corte. I membri della corte arrivarono a Freetown nel luglio dello stesso anno.

## Struttura
La corte è formata da quattro istituzioni: il Registro (si occupa delle questioni tecniche e dell'applicazione dei codici e dell'accordo), i giudici, il procuratore e la difesa d'ufficio.
Il procuratore capo è Stephen Rapp, procuratore generale del nord Iowa; il compito del procuratore è di indagare sui crimini commessi e rappresentare l'accusa durante il processo.
La difesa d'ufficio è un'assoluta novità nel diritto internazionale. La difesa è costituita da un pool di avvocati internazionali che devono difendere gli imputati durante il processo; il capo della difesa è Vincent Nmehielle.
Il tribunale è composto da due camere per il primo grado, con tre giudici ciascuna 4 nominati dall'ONU 2 dal governo sierraleonese, e una d'appello composta da 5 giudici, tre scelti dall'ONU due dal governo sierraleonino.
Attualmente la composizione delle camere è la seguente:
Camera d'appello:
- George Gelaga King (Sierra Leone, presidente)
- Emmanuel Ayoola (Nigeria, vice presidente)
- A. Raja N. Fernando (Sri Lanka)
- Renate Winter (Austria)
- Geoffrey Robertson, (Regno Unito)

Ia Corte:
- Rosolu John Bankole Thompson (Sierra Leone, presidente)
- Pierre G. Boutet (Canada)
- Benjamin Mutanga Itoe (Camerun)

IIa Corte:
- Richard Lussick (Samoa, presidente)
- Teresa Doherty (Irlanda del Nord)
- Julia Sebutinde (Uganda)

## Imputati
Sono stati indiziati di crimini contro l'umanità, crimini di guerra e violazione del diritto internazionale umanitario 11 persone:
- Charles G. Taylor
- Johnny Paul Koroma
- Issa Sesay
- Alex Tamba Brima
- Morris Kallon
- Moinina Fofana
- Augustine Gbao
- Samuel Hinga Norman
- Allieu Kondewa
- Brima Bazzy Kamara
- Santigie Borbor Kanu

Gli indiziati Foday Sankoh e Sam Bockarie sono morti durante il procedimento.
I processi contro gli imputati vennero divisi in tre parti: il processo contro Kallon, Gbao e Sesay iniziato il 5 luglio 2004, il processo contro Norman, Fofana e Kondewa iniziato il 3 giugno 2004 e il processo contro il Consiglio delle forze armate rivoluzionarie iniziato nel marzo 2005.
Il massimo della pena è l'ergastolo, non è contemplata la pena di morte.